# Øster Velling-stenen
Øster Velling-stenen er en runesten, fundet i Øster Velling i 1875. Iflg. Peter Købke blev brudstykket fundet ved Øster Velling kirkes ombygning og har givetvis haft en sekundær anvendelse som bygningselement i kirken. Efter opdagelsen blev fragmentet glemt, men i 1917 blev det genfundet på kirkens loft. Det er nu kommet til Nationalmuseet. Øster Velling-stenen er rejst i et af de mest runestensrige områder i Danmark mellem Viborg og Randers. De nærmestliggende runesten er Ålum-runestenene og Langå-stenen 3.

## Indskrift
| Translitteration | ...---R : þurku... (l)(i)rik : |
| Transskription   | ... Þōrgu[nn]Þōrg[aut]...      |
| Oversættelse     | … Thorgunn/Thorgot …           |

Ud fra det bevarede fragment at dømme er det mest sandsynligt, atindskriften er ristet i konturordning. De sidste bevarede runer (l)(i)rik er formentlig et personnavn eller ordet 'dreng', evt. ristet tirik. Thorgot/Thorgunn er almindelige navne på de danske og skånske runesten og findes også i vid udstrækning på de svenske runesten.